# SN 2000el
SN 2000el – supernowa typu II odkryta 21 listopada 2000 roku w galaktyce NGC 7290. W momencie odkrycia miała maksymalną jasność 17,50m.